# Федеріка Моро
Федері́ка Мо́ро (італ. Federica Moro; нар. 20 лютого 1965 року) — італійська акторка, модель, «Міс Італія 1982».

## Біографія
Народилася 20 лютого 1965 року в Карате-Бріанца. «Міс Італія» 1982 року.

## Фільмографія

### Кіно
- Особливі прикмети: Чарівний красень (1983)
- College (1984)
- Джоан Луй (1985)
- Yuppies — I giovani di successo (1986)
- Yuppies 2 (1986)
- Nessuno… Torna Indietro (1987)
- La partita (1988)
- Ultimo respiro (1992)

### Телебачення
- Aquile, serie televisiva (1989)
- College, serie televisiva (1990)
- Scoop, miniserie televisiva (1992)
- Tre addii, (Serie televisiva) (1999)

## Дискографія
- New Burn Sun (2008)
- Movie Lounge Vol. 3 — Rock Selection By Federica Moro (2008)